# Agrionemys horsfieldii
A tartaruga russa (Agrionemys horsfieldii ou alternativamente, Testudo horsfieldii), também conhecida como tartaruga afegã, tartaruga da Ásia Central, tartaruga de Horsfield,  tartaruga de quatro garras, e tartaruga de estepe, é uma espécie ameaçada de tartaruga na  família Testudinidae. A espécie é endêmica da Ásia Central. As atividades humanas em seu habitat nativo contribuem para seu status de ameaçada.

## Etimologia
Tanto o  nome específico,  horsfieldii , e o nome comum "tartaruga de Horsfield" são em homenagem aos naturalistas americanos Thomas Horsfield.
Algumas fontes também listam três subespécies separadas de tartaruga russa, mas elas não são amplamente aceitas por  taxonomistas:
- A. h. horsfieldii (Gray, 1844) –  Afeganistão / Paquistão e sul da Ásia Central
- A. h. kazachstanica Chkhikvadze, 1988 – Cazaquistão / Karakalpakhstan
- A. h. rustamovi Chkhikvadze, Amiranschwili & Atajew, 1990 – sudoeste do Turcomenistão

## Descrição
A tartaruga russa é uma espécie de tartaruga pequena, com uma faixa de tamanho de 13-25 cm. Fêmeas ficam ligeiramente maiores (15-25 cm) para acomodar mais ovos. Machos em média  13-20 cm.
As tartarugas russas são sexualmente dimórficas. Os machos tendem a ter caudas mais compridas, geralmente dobradas para o lado, e garras mais longas; as fêmeas têm cauda curta e gorda, com garras mais curtas do que os machos. O macho tem uma abertura em forma de fenda (cloaca) perto da ponta da cauda; a fêmea tem uma cloaca em forma de asterisco. As tartarugas russas têm quatro dedos. A coloração varia, mas a casca geralmente é de um marrom avermelhado ou preto, desbotando para amarelo entre as escamas, e o corpo é amarelo-palha e marrom, dependendo da subespécie.
O macho tartaruga russa corteja uma fêmea balançando a cabeça, circulando e mordendo suas patas dianteiras. Quando ela se submete, ele a monta por trás, fazendo ruídos estridentes e estridentes durante o acasalamento. A espécie pode passar até 9 meses do ano em dormência, e costumam viver até os 50 anos.

## Criação
A água é importante para todas as espécies; a tartaruga russa, sendo uma espécie árida, normalmente obtém água de seu alimento, mas ainda precisa de um suprimento constante. As tartarugas devem ser mergulhadas em água morna até o meio da casca. As tartarugas normalmente esvaziam seus intestinos com água para esconder seu cheiro; isso é um instinto e também ajuda a manter o gabinete mais limpo.
As tartarugas russas não exigem um certificado do Artigo X da CITES.

## Voo da Lua em 1968
Em setembro de 1968, duas tartarugas russas voaram para a Lua, circundaram-na e retornaram em segurança à Terra na missão russa Zond 5. Acompanhado por larvas de farinha, plantas e outras formas de vida, eles foram as primeiras criaturas da Terra a viajar para a lua.

## Leitura complementar
- da Nóbrega Alves, Rômulo Romeu; da Silva Vieira, Washington Luiz; Gomes Santana, Gindomar (2008). "Reptiles used in traditional folk medicine: conservation implications". Biodiversity and Conservation 17(8): 2037–2049. doi:10.1007/s10531-007-9305-0 (HTML abstract, PDF first page).
- Fritz, Uwe; Kiroký, Pavel; Kami, Hajigholi; Wink, Michael (2005). "Environmentally caused dwarfism or a valid species – Is Testudo weissingeri Bour, 1996 a distinct evolutionary lineage? New evidence from mitochondrial and nuclear genomic markers". Molecular Phylogenetics and Evolution 37: 389–401. doi:10.1016/j.ympev.2005.03.007.
- Khozatsky LI, Mlynarski M (1966). "Agrionemys – nouveau genre de tortues terrestres (Testudinidae) ". Bulletin de l'Académie Polonaise des Sciences II – Série des Sciences Biologiques 2: 123-125. (Agrionemys, new genus). (in French).
- Alderton D (1988). Turtles and Tortoises of the World. New York: Facts on File.
- Ernst CH, Barbour RW (1989). Turtles of the World. Washington, District of Columbia: Smithsonian Institution Press.
- Highfield AC (1990). Keeping and Breeding Tortoises in Captivity. Avon, England: R & A Publishing.
- Obst FJ (1988). Turtles, Tortoises and Terrapins. New York: St. Martin's Press.
- Pritchard PCH (1979). Encyclopedia of Turtles. Neptune City, New Jersey: T.F.H. Publications.
- Pursall B (1994). Mediterranean Tortoises. Neptune City, New Jersey: T.F.H. Publications.
- Wahlquist H (1991). "Horsfield's tortoise, Agrionemys horsfieldii ". Tortuga Gazette 27 (6): 1-3.